# Аушра Малдейкене
Аушра Сейбутіте-Малдейкене (лит. Aušra Seibutytė-Maldeikienė Aušra Seibutytė-Maldeikienė, нар. 4 червня 1958) — литовська політична діячка, економіст, викладач і письменниця. Член Сейму Литви 2016—2019 року. Член Європейський парламент з 2019 року.

## Біографія
Закінчила вільнюську середню школу імені Антанаса Венуоліса (нині середня школа Вітаутаса Великого) в 1976 році. Вступила на економічний факультет Вільнюського державного університету імені Вінцаса Капсукаса, пізніше навчалася в МДУ на факультеті економіки і закінчила його в 1982 році, кваліфікація — «економіст, викладач політекономії». У 1982—1984 роках — викладачка Вільнюського державного університету і Литовської сільськогосподарської академії, аспірантка МДУ в 1984—1987 роках. Захистила кандидатську дисертацію «Основний економічний закон соціалізму в умовах інтенсивної економіки», отримавши ступінь кандидата економічних наук (згідно освітній системі Литви — доктор філософії по соціології). У 2007 році стала магістром релігієзнавства в Центрі дослідження релігій Вільнюського університету.
З 1987 року читала лекції в Литовській ветеринарній академії (Ветеринарна академія Литовського університету для наук охорони здоров'я). З 1990 року — журналістка газети «Летувос рітас». У 1993—1997 роках — голова PR-відділу Вільнюського банку SEB bankas, в 1997—2000 роках — головний редактор бізнес-новин інформаційного агентства Baltic News Service . У 1999—2003 роках — лекторка Міжнародної бізнес-школи Вільнюса (нині Бізнес-школа Вільнюського університету У 1999—2000 роках навчалася на курсах журналістики в коледжі Грін-Темптлон Оксфордського університету . Викладачка економіки Вільнюської єзуїтської школи в 2001—2013 роках, професорка кафедри економетричного аналізу факультету математики та інформатики Вільнюського університету в 2004—2016 роках.
Аушра Малдейкєне — авторка шкільних підручників з економіки, а також безлічі книг з економіки, фінансів та бізнесу. Вона переклала 8 книг іноземних авторів литовською мовою, проте прославилася завдяки своїй книзі «Економіка брехні», в якій порівнювала литовську економіку з радянською і висунула тезу, що радянська економічна система «зламалася» приблизно за чверть століття до розпаду СРСР, і що Литва може повторити цю долю, коли припиняться фінансові вливання з Євросоюзу. Книга стала бестселером у Литві. Пізніше Малдейкєне працювала в колонці «Коментар економіста» на радіостанції «Žinių radijas», публікувала статті про економіку на сайті DELFI, присвячені стану справ у суспільстві, різних податках, національних фондах і т.ін. Була членкинею партії «Порядок і справедливість», у 2009 році в Європарламент намагалася пройти від Громадянської демократичної партії. У 2015 і 2016 роках на муніципальних і парламентських виборах висувалася від Литовського списку .
У 2015 році обрана до Вільнюської міської ради. У 2016 році обрана до Сейму від Жірмуная (району Вільнюса). Заступниця голови фракції безпартійних депутатів, заступниця голови комітету з європейських справ, членкиня комітету з аудиту, членкиня комісії премії Свободи і комісії з прав осіб з обмеженими можливостями. У тому ж році стала фігуранткою скандалу, звинувативши прем'єр-міністра Альгірдаса Буткявічюса у відсутності професіоналізму при написанні його докторської дисертації: на хвилі зростання цін на товари першої необхідності портал DELFI зацікавився працею і запросив від литовських економістів рецензії на працю голови уряду, але відповіла тільки Малдейкєне, яка охарактеризувала дисертацію як «набір думок в оболонці порожнього багатослів'я, який незрозуміло чому назвали науковою працею».
У червні 2018 року Аушра Малдейкєне оголосила про свою участь у президентських виборах 2019 року, висунувши програму з 95 пунктів на зразок 95 тез Мартіна Лютера, які започаткували Реформацію. Малдейкєне також запропонувала балотуватися в президенти Інгріді Шимоніте від партії «Союз Вітчизни — Литовські християнські демократи». Однак у лютому 2019 року Малдейкєне зняла свою кандидатуру, оскільки не приділяла належної уваги дебатам . На своєму сайті вона почала публікувати новини про передвиборні кампанії інших кандидатів, проте при цьому заявила, що братиме участь у виборах до Європарламенту від громадянського комітету «Поїзд Аушри Малдейкєне».

## Особисте життя
Католичка. Була одружена з Еугеніюсом Малдейкісом, колишнім міністром економіки, членом Сейму, депутатом Європарламенту і Вільнюської міськради. Сини Матас (1980) і Міколас (1987).